# Tara Conner
Tara Elizabeth Conner (Dallas, 18 dicembre 1985) è una modella statunitense incoronata Miss USA 2006.

## Biografia
Nata a Dallas ma trasferita poche settimane dopo insieme alla famiglia nel Kentucky, Tara Conner vince il titolo di Miss Kentucky Teen USA nel 2001. Nell'agosto dell'anno successivo partecipa a Miss Teen USA, dove si classifica alla terza posizione. Nel 2005 torna a frequentare i concorsi di bellezza vincendo a novembre il titolo di Miss Kentucky ed ottenendo di conseguenza la possibilità di rappresentare il Kentucky a Miss USA. Il 21 aprile 2006, Tara Conner diventa la prima Miss Kentucky ad essere incoronata Miss USA. Nel luglio del 2006 la Conner rappresenterà gli Stati Uniti a Miss Universo 2006.
Il 14 dicembre 2006, è scoppiata una polemica quando il sito TMZ.com ha pubblicato un articolo in cui veniva affermato che la Conner doveva essere detronizzata per il comportamento tenuto in numerosi locali di New York. La notizia viene ripresa anche nei giorni seguenti, ma dall'organizzazione di Miss USA non viene data alcuna conferma. Fra i comportamenti contestati alla Conner vengono citati l'abuso di alcol, iniziato quando era ancora minorenne, l'essere risultata positiva a dei test sull'utilizzo di cocaina ed eroina, l'aver baciato in pubblico Miss Teen USA Katie Blair. Il 19 dicembre 2006 Donald Trump ha dichiarato che Tara Conner non sarebbe stata detronizzata se fosse entrata in una clinica di riabilitazione. Nel febbraio 2007 dopo essere stata dimessa da una clinica di riabilitazione in Pennsylvania, Tara Conner ha ammesso in una intervista che i suoi comportamenti potrebbero essere legati ad un non meglio specificato abuso subito da piccola. Attualmente la Conner è diventata portavoce di campagne per prevenire gli abusi di droga ed alcol fra i giovani.
Nel 2007 Tara Conner ha partecipato al reality show di MTV Pageant Place, insieme a Miss Universo 2007 Riyo Mori, Miss USA 2007 Rachel Smith e Miss Teen USA Hilary Cruz. Nel 2008 ha partecipato ad un altro special di MTV Pretty Smart, insieme a Dan Levy. Nel 2009 è stata una delle concorrenti del reality Gone Country su CMT, conducendo contemporaneamente su MTV la prima stagione di The Girls of Hedsor Hall. Il 16 maggio 2010 Tara Conner ha preso parte della giuria di Miss Usa 2010. Inoltre Nel 2009 ha presentato Gone Country per un totale di 8 puntate, nel 2009 ha presentato al programma The Girl of Hendsor Hall. Dal 2011 presenta annualmente per un totale di 12 puntate Dream Broadway, programma in cui dei concorrenti si sfidano per vincere un contratto a Broadway. Inoltre dal 2007 la Conner cura i casting di Miss USA.